# Insead
Insead (/ɪnsiːæd/ IN-see-ad) (früher: Institut Européen d’Administration des Affaires, Eigenschreibweise INSEAD) ist eine 1957 gegründete private Wirtschaftshochschule (Graduate Business School) mit Unternehmenssitz in Frankreich. Im Jahre 2016 wurden über 1.000 MBA-Studenten, mehr als 200 Executive MBA-Kandidaten, über 80 Doktoranden und mehr als 12.000 Führungskräfte aus 130 Ländern von 145 Professoren unterrichtet. Insead gilt als eine der angesehensten Business Schools der Welt und erreicht regelmäßig Spitzenpositionen in internationalen Rankings.

## Profil
Insead hat drei Standorte in Fontainebleau, Singapur und Abu Dhabi, zwischen denen die Studenten wählen können. Im Jahrgang 2017 lag der Anteil internationaler Studenten bei rund 96 % mit 94 Nationalitäten, bei den Professoren waren es rund 94 %. Seit Mai 2001 besteht eine Partnerschaft mit der Wharton School der University of Pennsylvania, die es den MBA-Studenten ermöglicht, einen Teil des Studiums in den Vereinigten Staaten zu absolvieren. Zudem existiert ein Doppelabschlussprogramm mit der School of Advanced International Studies (SAIS) der Johns Hopkins University, in dem Studenten die Abschlüsse beider Institutionen erwerben können.
Das Zulassungsverfahren von Insead ist selektiv; weniger als ein Viertel der Bewerber werden aufgenommen. Zulassungsvoraussetzungen sind ein abgeschlossenes Studium, herausragende Leistungen in der bisherigen akademischen Laufbahn, berufliche Erfolge (vorzugsweise bestehende Führungserfahrung), erkennbare Internationalität im Lebenslauf, ein ausgezeichnetes Ergebnis im GMAT, zwei aussagekräftige Empfehlungsschreiben, die Verfassung von etwa 7–9 detaillierten Bewerbungs-Essays, die spontane Beantwortung von 4 Video-Interview-Fragen sowie zwei separate, abschließende Interviews durch Insead-Alumni. Die Studenten des Full-Time-MBA-Programms des Jahrgangs 2018 erreichten einen durchschnittlichen GMAT-Score von 709 Punkten, was den obersten 9 % der Testteilnehmer entspricht und der höchste durchschnittliche GMAT-Wert aller Wirtschaftshochschulen außerhalb der USA ist.
Die Studiengebühren für das einjährige MBA-Programm lagen im Jahr 2018 bei 82.000 Euro.
Etwa 90 % aller Studierenden des MBA-Jahrganges 2017 hatten 3 Monate nach Abschluss des Programmes eine Stelle gefunden; ihr Durchschnittsgehalt belief sich auf rund 104.800 USD. 79 % aller Studierenden wechselten nach Abschluss des Programmes die Arbeitsstelle, den Sektor oder den Ort. Drei Jahre nach Abschluss hatten die Absolventen des Jahrganges 2014 ein durchschnittliches Gehalt in Höhe von rund 177.100 USD.
Insead hat die zweithöchste Anzahl von MBA-Alumni, die im Jahr 2015 CEO-Positionen in Unternehmen der Financial Times Global 500 innehatten.

## Rankings
QS World Universities Rankings hat INSEAD seit 2018 im Fachranking für Business und Management weltweit auf Platz 2, hinter der Harvard University, eingestuft. Vor 2018 wurde INSEAD weltweit auf Platz 3 eingestuft. Dieses Ranking berücksichtigt den akademischen Ruf, Forschung, Zitate und Beschäftigungsfähigkeit in Business- und Managementabschlüssen.

### MBA und EMBAs
Das MBA-Programm von INSEAD hat die zweithöchste Anzahl an CEOs von Fortune-500-Unternehmen hervorgebracht, nach der Harvard Business School. Es gehört auch zu den 20 größten Produzenten von Ultra High Net Worth Individuals, und gehört zu den Top 10 der MBA-Programme weltweit, die die meisten Milliardärsalumni hervorbringen.
In Bezug auf Unternehmertum schätzt INSEAD, dass etwa die Hälfte seiner Alumni irgendwann in ihrer Karriere ein Unternehmen gründet. Die Analyse von Pitchbook 2023 ergab, dass INSEAD weltweit den vierten Platz in Bezug auf aufgebrachte Kapitalmittel, Gründeranzahl und Unternehmensanzahl belegte (nur hinter Harvard, Stanford und Wharton). Ungefähr 800 Alumni der Schule haben mehr als 700 Unternehmen gegründet, die insgesamt 23 Milliarden US-Dollar aufgebracht haben. Ab 2023 sind Harvard University, Stanford University und INSEAD die einzigen drei Universitäten, die es auf die Liste von Poets and Quants geschafft haben, die die am meisten finanzierten Startups von MBA-Studenten auflisten. In Europa ist INSEAD die führende Universität, was die Gründung von Einhörnern betrifft, mit 18 von Absolventen gegründeten Einhörnern im Jahr 2022. In Saudi-Arabien ist INSEAD laut einer 10-Jahres-Analyse von 2014–2023 nach Stanford die zweitgrößte Alma Mater der bestfinanzierten Gründer.
Im Jahr 2023 wurde INSEAD von Poets & Quants zum MBA-Programm des Jahres ernannt, insbesondere für sein Engagement für Nachhaltigkeit. Laut Poets & Quants hat „keine B-Schule auf der Welt mehr getan, um Nachhaltigkeit in ihre Programme zu integrieren als INSEAD“. Die Schule hat Nachhaltigkeit in ihr Curriculum in verschiedenen Disziplinen integriert und bereitet ihre Studierenden darauf vor, globale Herausforderungen im Zusammenhang mit ökologischen und sozialen Auswirkungen anzugehen.
Linkedin's Global MBA Rankings 2024, das erste globale Ranking von MBA-Programmen, das Karrieredaten auf dem professionellen sozialen Netzwerk nutzt, stuft das MBA-Programm von INSEAD ebenfalls weltweit auf Platz 2 ein, hinter Stanford und vor Harvard. Laut LinkedIn gehören zu den häufigsten Berufsbezeichnungen für INSEAD-Absolventen Produktmanager, Strategieberater und Gründer.
|                               | 2016 | 2017 | 2018 | 2019 | 2020 | 2021 | 2022 | 2023 | 2024 |
| ----------------------------- | ---- | ---- | ---- | ---- | ---- | ---- | ---- | ---- | ---- |
| Global MBAs Ranking           | 1.   | 1.   | 2.   | 3.   | 4.   | 1.   | 3.   | 2.   | 2.   |
| Tsinghua—INSEAD EMBA (TIEMBA) | 2.   | 3.   | 3.   | 9.   | 5.   | 11.  | 3.   |      |      |
| INSEAD Global EMBA (GEMBA)    | 4.   | 8.   | 13.  | 19.  | 9.   | 15.  | 17.  |      |      |
| Europäische Business Schools  | 3.   | 5.   | 3.   | 5.   | 3.   | 3.   | 15.  |      |      |

Das MBA-Programm von INSEAD belegte in den Global MBA Rankings der Financial Times 2021, 2017 und 2016 den ersten Platz. Der Dual-Degree Executive MBA mit der Tsinghua University wird von der Financial Times regelmäßig unter den Top Ten platziert.

### MIM
Das Master in Management (MIM)-Programm von INSEAD belegte in der Financial Times Rangliste der besten Master in Management-Programme 2024 weltweit den zweiten Platz. Diese Platzierung ist ein bedeutender Erfolg für INSEAD, insbesondere angesichts des relativ jungen Alters seines MIM-Programms, das 2020 eingeführt wurde.

## Geschichtlicher Überblick
Insead wurde 1957, drei Monate nach Unterzeichnung der Römischen Verträge, von Georges Frederic Doriot, einem franko-amerikanischen Harvard-Professor, in Fontainebleau gegründet. Insead war somit die erste Business School Europas und nahm eine Vorreiterstellung in der europäischen Wirtschaftshochschullandschaft ein. Die Gründungsidee war, eine künftige pan-europäische Business-Elite auszubilden und damit dem Wiederaufbau Europas zu dienen. Seit Anbeginn lehnt sich das Lehrangebot und die Art der Wissensvermittlung stark an amerikanische Vorbilder (insbesondere die Harvard Business School) an.
1969 erfolgte die Eröffnung des heutigen Campus in Fontainebleau.
1989 begann das PhD-Programm.
Im Januar 2000 starteten die ersten 53 MBA-Studenten aus 26 Ländern am neu eröffneten Campus in Singapur; im Oktober 2000 erfolgte die offizielle Eröffnung dieses Campus.
Im Jahr 2001 wurde die Insead-Wharton-Allianz lanciert und 2003 erfolgte der Start des Executive-MBA-Programmes.
2010 wurde der Campus in Abu Dhabi eröffnet.

## Der Name
Der Name INSEAD war eine Abkürzung von "Institut Européen d'Administration des Affaires" (Europäisches Institut für Betriebswirtschaftslehre), Nach der Eröffnung eines Asien-Campus Anfang der 2000er Jahre und der Neupositionierung für eine globale Mission begann die Universität, ihren alten Namen zu vermeiden, der den spezifischen Ortsnamen "Europa" enthielt. Jetzt wird nur "INSEAD" als offizieller Name anerkannt. Das aktuelle Logo hat INSEAD in einem Kreis, der grün gefüllt ist und den Globus darstellt, sowie den Slogan "Business School for the World", der seine globale Mission signalisiert.

## Ausbildungsangebot
- MBA – internationales einjähriges MBA-Programm
- EMBA – „Executive MBA“ für erfahrene Führungskräfte
- EMCCC – „Executive Master in Consulting and Coaching for Change“ für erfahrene Führungskräfte
- Doktorstudium (PhD) in Management
- Mehrere kürzere Programme für Führungskräfte („Executive Education“)

## Ehemalige Studenten und Dozenten
- Bernard große Broermann, deutscher Unternehmer, Gründer der Asklepios Kliniken
- William Hague (MBA 1989), 106. Kanzler der University of Oxford, ehemaliger Vorsitzender der Conservative Party (UK), ehemaliger First Secretary of State und Secretary of State for Foreign & Commonwealth Affairs des Vereinigten Königreichs.[35][36]
- André Calantzopoulos, ehemaliger CEO, Philip Morris International[37]
- Niels B. Christiansen, CEO, Lego Group[38][39]
- Gunnar Dedio, Gründer und CEO, LOOKSfilm
- Henry Engelhardt, Gründer und CEO, Admiral Group
- Serena Fioravanti, Group Chief Risk Officer von ABN AMRO und ab 1. März 2025 Mitglied im Verwaltungsrat der Migros Bank;[40] früher Risk-Chefin Credit Suisse und VR der Neuen Aargauer Bank
- Peter Fudakowski, Oscar-Preisträger für den besten fremdsprachigen Film[41]
- Reinold Geiger, CEO, L’Occitane en Provence
- Gonzalo Gortázar, CEO, CaixaBank[42]
- Lalita Gupte, ehemals Joint Managing Director der ICICI Bank
- Philip Hampton, ehemaliger CEO der Royal Bank of Scotland
- Leo-Ferdinand Graf Henckel von Donnersmarck, ehemaliger Präsident der Deutschen Malteser
- António Horta-Osório, ehemaliger CEO, Lloyds Banking Group[43]
- Franz B. Humer, Verwaltungsratspräsident und ehemaliger CEO von Hoffmann-La Roche
- Muhammad Jusuf Kalla, Vizepräsident von Indonesien[44]
- Jan Kleinewefers, Kleinewefers-Unternehmensgruppe und ehemaliger Präsident des VDMA
- Wolf Klinz, Politiker der FDP, Europaabgeordneter der ALDE
- Walter Kohl, deutscher Manager
- Edward G. Krubasik, ehemaliges Vorstandsmitglied Siemens
- Barbara Kux, ehemalige Vorständin, Siemens
- Daniel Lalonde, ehemaliger CEO, Ralph Lauren[45]
- Florian Langenscheidt, Philanthrop und TV-Redner
- Helge Lund, ehemaliger CEO, Statoil
- Nadschib Miqati, ehemaliger Premierminister des Libanon[46]
- Jan Mojto, Filmproduzent
- Sir Lindsay Owen-Jones, ehemaliger CEO, L’Oréal[37]
- Antonio Perez, ehemaliger CEO, Kodak[37]
- Benoît Potier, CEO, Air Liquide
- Gabriele Quandt-Langenscheidt, deutsche Industrielle
- Rolf Rodenstock, ehemaliger Vorstandsvorsitzender, Rodenstock Gruppe
- Ronaldo Schmitz, ehemaliger Vorstand, Deutsche Bank
- Johann Schneider-Ammann, ehemaliger Bundespräsident der Schweiz
- David Simon, ehemaliger CEO, British Petroleum (BP)
- Rustam Tariko, Gründer und CEO, Russian Standard
- Tidjane Thiam, CEO, Credit Suisse
- Jean-Claude Thoenig, Soziologe, Professor für Organisationsverhalten
- Daniel Vasella, ehemaliger CEO und Verwaltungsratspräsident Novartis
- Manfred Wennemer, bis 2008 Vorstandsvorsitzender Continental AG
- Karsten Wildberger, deutscher Manager
- Karl von Wogau, Politiker der CDU, Europaabgeordneter der EVP
- Taavet Hinrikus (MBA 2010), Milliardär und Mitbegründer des Unicorn-Zahlungsunternehmens Wise[47][48]
- Edward Wible (MBA 2012), Mitbegründer und CTO von Decacorn Nubank[49]
- Luis Basagoiti Marqués (MBA 2020), Gründer und CEO, Capchase[50]
- Pierre-François Thaler (MBA 1999), Mitbegründer und CEO, Nachhaltigkeits-Finance Unicorn Ecovadis[51][52]
- Sergio Fogel (MBA 1994), uruguayischer Milliardär und Mitbegründer von Unicorn dLocal[53]
- Jeff Goldstein, Präsident, PriceGrabber
- Steve Anavi (MBA 2011), Mitbegründer und Präsident von Unicorn Qonto[54]
- Alexandre Prot (MBA 2011), Mitbegründer und CEO von Unicorn Qonto[55]
- Giles Andrews (MBA 1997), Gründer und CEO der Unicorn-Neobank Zopa[56]
- Cameron Stevens (MBA 2006), Gründer und CEO von Prodigy Finance, das als Klassenprojekt bei INSEAD begann[57]
- Chen Amit (MBA 1994), Gründer und CEO des Buchhaltungs-Unicorns Tipalti[58]
- Frédéric Mazzella (MBA 2011), Mitbegründer und Vorsitzender von BlaBlaCar
- Nicolas Brusson (MBA 2011), Mitbegründer und CEO von BlaBlaCar[59]
- Julien Belliato (MBA 2016), Mitbegründer und COO von Electra (EV-Ladeunternehmen)[60][61]
- Barney Harford (MBA), COO von Uber
- Sukru Dagdelen (MBA), Mitbegründer und Chief Strategy Officer von Gorillas[62]
- Sandeep Varaganti (MBA 2010), CEO von JioMart[63]
- David Nothacker (MBA 2015), Gründer und CEO des Unicorns Sennder, das als Klassenprojekt bei INSEAD begann[64]
- Jaydeep Barman (MBA 2006), Gründer und CEO von Rebel Foods[65]
- Bob van Dijk, CEO von Naspers
- Gary Wang (MBA 2005), Gründer und ehemaliger CEO von Tudou, Gründer von Light Chaser Animation Studios[66]
- Dominic Gallello, MBA, ehemaliger CMO von Bumble[67]
- Natalia Vodianova, russisches Model und Mitbegründerin von Locals.org[68]
- Kevin P. Ryan (MBA), Mitbegründer und ehemaliger CEO von DoubleClick, CEO von Gilt Groupe, Gründer von MongoDB, Gründer von Business Insider
- Samir Arora, CEO und Vorsitzender von NetObjects
- Dominique Trempont (MBA), CFO von NeXT Computer
- Geoff Ralston (MBA 1992), ehemaliger Präsident von Y Combinator, Gründer von RocketMail, das später zu Yahoo!Mail wurde[69]
- Oren Zeev (MBA 1994), israelisch-amerikanischer Milliardär und Risikokapitalgeber[70]